# Roberto Burle Marx
Roberto Burle Marx (San Paolo, 4 agosto 1909 – Rio de Janeiro, 4 giugno 1994) è stato un architetto del paesaggio, artista e ambientalista brasiliano.
Iniziò la sua carriera come artista plastico e pittore, acquisendo in seguito fama internazionale esercitando la professione di architetto paesaggista. È stato anche fra i primi a levarsi in difesa del patrimonio naturale costituito dalla foresta amazzonica, insieme alla sua cara amica e illustratrice botanica Margaret Mee.   
Risiedette per gran parte della sua vita a Rio de Janeiro, nel Sítio Roberto Burle Marx, dove sono situate le sue principali realizzazioni, anche se le sue opere possono essere visitate in tutto il mondo. Dal 2021 il Sitio è iscritto nella lista del patrimonio mondiale dell'UNESCO per il suo design modernista unico e la sua importanza per la conservazione ambientale e culturale. 

## Biografia
Roberto Burle Marx era il quarto figlio di Cecília Burle (di origine franco-pernambucana) e di Wilhelm Marx, ebreo tedesco, nato a Stoccarda e impiegato domestico presso Treviri (città natale di Karl Marx, cugino di suo nonno).
La madre, insigne pianista e cantante, indusse nei figli la passione per la musica e per la botanica. Egli l'assisteva, fin dall'infanzia, nelle cure giornaliere alle sue rose, begonie, anturios, gladioli, tinhores e molte altre specie che coltivava nel suo giardino.
Tramite la balia Ana Piascek apprese a preparare le aiuole e ad osservare la germinazione delle sementi da giardino e da orto.
Il padre era un uomo erudito, amante della musica colta e della letteratura europea, attento alla educazione dei figli, ai quali insegnò il tedesco, mentre era dedito agli affari nel settore del commercio di pellami e cuoio a São Paulo del Brasile.

### Trasferimento a Rio de Janeiro

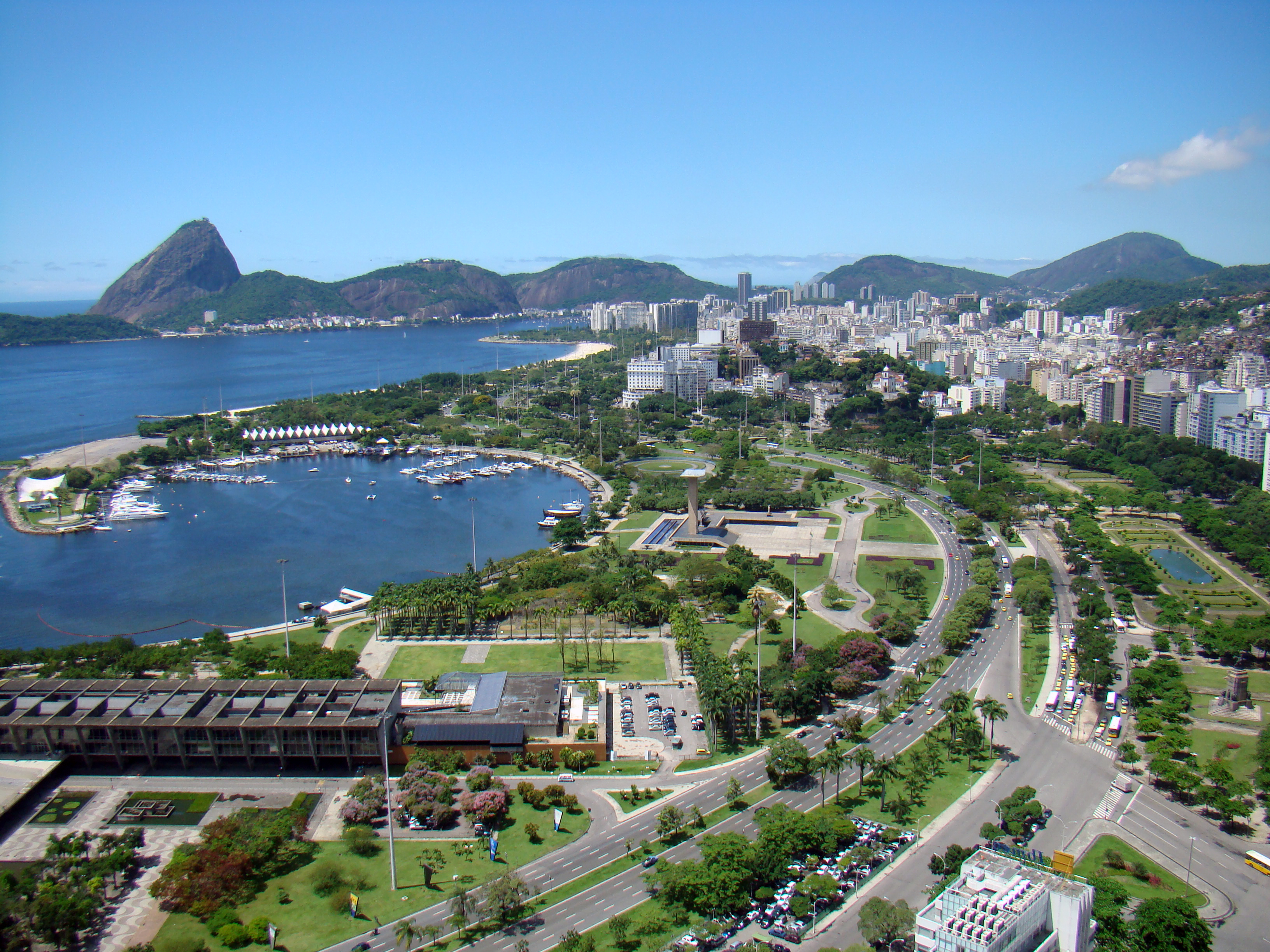
Lo Aterro do Flamengo a Rio de Janeiro, progettato da Burle Marx

A causa del declino degli affari suo padre decise di trasferirsi a Rio de Janeiro.
La famiglia risiedette per un periodo presso la casa di parenti e quando la nuova impresa di Wilhem Marx comincia ad avere risultati positivi si trasferiscono poi in una villa nella zona di Leme.
Nella nuova residenza Burle Marx, allora di 7 anni, inizia la sua collezione di piante e coltivazioni.

### Periodo in Germania
A 19 anni Burle Marx ebbe un problema agli occhi e così la sua famiglia si trasferisce in Germania alla ricerca di una cura.
Restarono in tale Paese dal 1928 al 1929 ed ebbe perciò occasione di entrare in contatto con le avanguardie artistiche tedesche.
Lì frequentò un giardino botanico dotato di una serra contenente vegetazione brasiliana della quale restò affascinato.
Visitò molte ed importanti mostre, tra le quali spiccavano quelle di Picasso, Matisse, Klee e Van Gogh, che ebbero una grande influenza su di lui portandolo alla decisione di studiare pittura.

### Formazione
Durante la permanenza in Germania Burle Marx studia pittura presso l'atelier di Degner Klemm.
Al ritorno a Rio de Janeiro nel 1930, Lúcio Costa, che era suo amico e vicino di casa a Leme, lo convince ad entrare nella Scuola Nazionale di Belle Arti, attuale Escola de Belas Artes dell'Università Federale di Rio de Janeiro.
Burle Marx convive in tal sede assieme a quelli che diventeranno i maggiori esponenti della architettura brasiliana moderna: Oscar Niemeyer, Hélio Uchôa e Milton Roberto.
Negli anni trenta dirige il Dipartimento Parchi e Giardini di Pernambuco dove ancora si esprime tramite opere di ispirazione lievemente eclettica.
Durante il periodo di tale incarico fa uso principalmente di specie vegetali nazionali ed inizia ad acquisire una certa fama, essendo invitato a progettare i giardini del Palazzo Gustavo Capanema (all'epoca Ministero dell'Educazione e Salute).

## Rottura e modernità

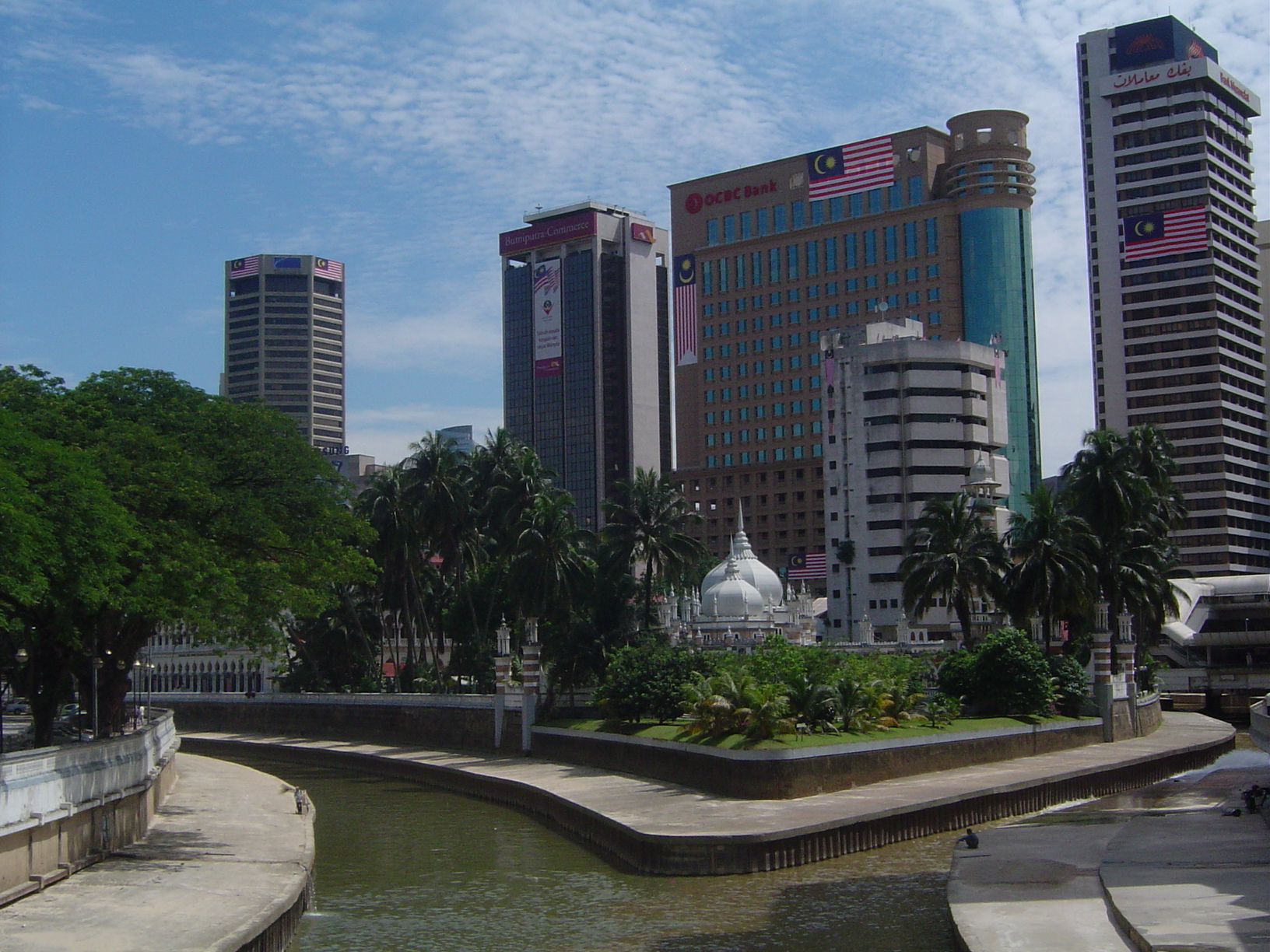
Il KLCC Park a Kuala Lumpur

La sua partecipazione nella definizione della moderna architettura brasiliana fu fondamentale, avendo fatto parte di gruppi incaricati alla realizzazione di molti celebri progetti.
La terrazza-giardino che progettò per il palazzo Gustavo Capanema viene considerata un segno di rottura nella tradizione del paesaggismo. Il giardino, costituito tramite specie vegetali autoctone e forme sinuose (con spazi contemplativi e per la sosta), possiede una configurazione inedita per la tradizione paesaggistica brasiliana ed internazionale.
Da quel punto in poi, Burle Marx continuerà lavorando con un linguaggio sufficientemente organico ed evolutivo identificandolo con le avanguardie artistiche, tra le quali: l'arte astratta, il concretismo ed il costruttivismo.
Le planimetrie dei suoi progetti ricordano molto spesso quadri astratti nei quali gli spazi creati privilegiano la formazione di angoli e sentieri attraverso gli elementi delle vegetazione nativa.

## Cronologia
- 1909 - Nasce il 4 agosto, a San Paolo
- 1913 - La sua famiglia si trasferisce a Rio de Janeiro, dove fissano la residenza
- 1928 - 1929 Vive per un anno in Germania con la famiglia
- 1930 - 1934 Entra nella Escola Nacional de Belas Artes, Rio de Janeiro
- 1932 - Primo progetto di paesaggismo per la residenza della famiglia Schwartz a Rio de Janeiro
- 1934 - Direzione dell'Ente Parques e Jardins di Recife, progetta piazze e giardini pubblici
- 1937 - Crea il primo Parco Ecologico di Recife
- 1949 - Acquista un sito di 365.000 m² a Guaratiba, Rio de Janeiro, dove raccoglie una grande collezione di piante
- 1953 - Progetta i giardini della Città universitaria presso l'Università del Brasile a Rio de Janeiro
- 1953 - Progetta il Giardino dell'Aeroporto di Pampulha, Belo Horizonte, MG
- 1954 - Realizza il progetto paesaggistico per il Parco Ibirapuera, a São Paulo
- 1955 - Progetto paesaggistico del Museo di Arte Moderna di Rio de Janeiro - MAM/RJ
- 1961 - Progetto paesaggistico per l'Asse monumentale di Brasília, DF
- 1961 - Interventi paesaggistici presso l'area "Aterro do Flamengo", a Rio de Janeiro
- 1968 - Progetto paesaggistico per Ambasciata del Brasile a Washington
- 1971 - Riceve il Cavalierato dell'Ordine do Rio Branco do Itamaraty a Brasilia
- 1982 - Laurea honoris causa dell'Academia Reale di Belle Arti dell'Aia (Olanda)
- 1982 - Laurea honoris causa del Royal College of Art a Londra (U.K.)
- 1985 - Dona il suo sito presso Guaratiba con i suoi reperti all'Istituto del Patrimonio Storico e Artistico Nazionale - IPHAN (all'epoca si chiamava Fundação Nacional Pró Memória)
- 1992 - Laurea honoris causa in Architettura presso l'Università degli Studi di Firenze
- 1994 - Muore il 4 giugno a Rio de Janeiro, avendo progettato oltre 2.000 giardini nel corso della sua vita.